# Erythrodontium subjulaceum
Erythrodontium subjulaceum är en bladmossart som beskrevs av Jean Édouard Gabriel Narcisse Paris 1896. Erythrodontium subjulaceum ingår i släktet Erythrodontium och familjen Entodontaceae. Inga underarter finns listade i Catalogue of Life.